# Lycaenopsis nedda
Lycaenopsis nedda är en fjärilsart som beskrevs av Smith 1894. Lycaenopsis nedda ingår i släktet Lycaenopsis och familjen juvelvingar. Inga underarter finns listade i Catalogue of Life.